# Madagaster bergsteni
Madagaster bergsteni (лат.) — вид жуков-водобродок рода Madagaster из подсемейства Hydraeninae. Назван bergsteni в честь коллектора типовой серии Johannes Bergsten, собравшего много новых видов малагасийских Hydraenidae.

## Распространение
Встречаются на Мадагаскаре.

## Описание
Водобродки мелкого размера (около 2 мм), удлинённой формы. Верх и низ чёрные, ноги темно-коричневые, оцеллии светло-коричневые. Весь дорзум матовый, с очень мелкими, тесно расположенными бугорками, каждый с коротким лежачим волоском. Лабрум двулопастной, с редкими мелкими волосками, за исключением более длинных волосков вдоль переднего края. Лабрум берёт начало на переднем, слегка нависающем крае наличника. Лаброклипеальный шов умеренно глубокий. Короткая, глубокая борозда есть перед каждым оцеллием. Нижнечелюстные щупики немного короче антенн. Антенны с последним антенномером значительно короче предпоследнего. Сходен по габитусу с M. procarina и M. barbata. Отличается от обоих видов более поперечным пронотумом (ширина/длина около 1,69) и, у самцов, густыми и длинными волосками на ментуме, приподнятой и покрытой волосками срединной областью пятого брюшного вентрита и задними голенями, которые слегка дугообразно отходят от средней линии. Пронотальные ямки мельче, чем у сравниваемых видов. Очень сложные мужские гениталии трёх видов имеют общий крючковидный отросток на вентральной поверхности основной части, но парамеры и отростки дистальной части основной части заметно различаются.

## Классификация
Вид был впервые описан в 2017 году американским энтомологом Philip Don Perkins (Department of Entomology, Museum of Comparative Zoology, Гарвардский университет, Кембридж, США) по типовым материалам с острова Мадагаскар. Включён в состав рода Madagaster (триба Madagastrini, подсемейство Hydraeninae или Prosthetopinae) вместе с видами M. simplissima, M. franzi, M. procarina, M. barbata, M. steineri и M. cataracta и M. quadricurvipes.